# Marcey-les-Grèves
 Marcey-les-Grèves  es una población y comuna francesa, situada en la región de Baja Normandía, departamento de Mancha, en el distrito de Avranches y cantón de Avranches.

## Demografía
| 767 | 804 | 914 | 1031 | 1113 | 1091 |
| Para los censos de 1962 a 1999 la población legal corresponde a la población sin duplicidades (Fuente: INSEE [Consultar]) |     |     |      |      |      |